# Родолфо Грациани
Родолфо Грациани (на италиански: Rodolfo Graziani), маркиз на Негели, е италиански военен офицер – маршал, който командва военни експедиции в Африка преди и по време на Втората световна война, както и политик – министър на отбраната.

## Ранен живот и военна кариера
Роден във Филетино близо до Фрозионе, той служи по времето на Първата световна война и става най-младият полковник в италианската кралска армия. През 1920 г. командва италианските части в Либия и е отговорен за умиротворяването на бедуинските бунтовници. По време на тези действия той е отговорен за изграждането на няколко концентрационни и работни лагери. В тях загиват десетки хиляди либийски затворници – обесени, разстреляни или от глад и болести.
През 1935 – 1936 г. по време на Втората италианско-етиопска война командва южната италианска армия, която напада Етиопия от Италианска Сомалия. На 19 февруари 1937 г., след края на войната, докато е вицекрал и генерал-губернатор на Етиопия оцелява при извършен опит за убийство. Последват репресии, които му спечелват названието касапинът на Етиопия.

## През Втората световна война
По време на Втората световна война командва италианската 10-а армия, разположена в Либия. Става командир след смъртта на Итало Балбо, убит от приятелски огън на 28 юни 1940 г. След официалното обявяване на войната Бенито Мусолини му нарежда да атакува Египет. Грациани изразява съмнения относно способностите на слабо механизираната армия под негово командване, но на 13 септември дава заповед за нападение. Напуска поста си през 1941 г. след като е победен от британците по време на операция Компас.
Той е единственият от италианските маршали, останали верни на Мусолини след преврата на Дино Гранди. След това е назначен за министър на отбраната на Република Сало. Освен това командва смесената италианско-германска група армии „Лигурия“ (на италиански: Armee Ligurien).
В края на войната Грациани прекарва няколко дни в затвора „Сан Виторе“ в Милано, преди да бъде прехвърлен под съюзнически контрол. Върнат е в Африка под британско-американски надзор, където остава до февруари 1946 г. След като отминава опасността да бъде убит или обесен, е върнат в италиански затвор в Процида.
През 1950 г. военен трибунал осъжда Грациани на 19 години, заради сътрудничеството му с нацистите. Освободен е едва след няколко месеца. Умира в Рим.

## Военна кариера
- до 1918 г. – служба по време на Първата световна война.
- 1921-33 г. – служба в Либия.
- 1935 г. – губернатор на Италианска Сомалия.
- 1936 – 1937 г. – вицекрал на Етиопия, повишен до ранг маршал на Италия.
- 1940 г. – губернатор на Либия.
- 1943 – 1945 г. – министър на отбраната на Република Сало и командир на група армии „Лигурия“.

## В киното
- Изигран от Оливър Рийд във филма Лъвът на пустинята.